# 费利切·萨利斯
费利切·萨利斯（義大利語：Felice Salis，1938年7月8日—2021年12月2日），意大利男子曲棍球运动员。他曾代表意大利国家队参加1960年夏季奥林匹克运动会曲棍球比赛，获得第十三名。